# Мешочные убийства
Мешочные убийства (англ. The Bag murders) — серия убийств мужчин, совершённых в период с 1975 по 1977 год на территории города Нью-Йорка. Все жертвы после убийств подверглись расчленению. Серия убийств получила своё название оттого, что останки жертв были упакованы убийцей в мешки для мусора и сброшены в реку. Личности убитых, как и личность убийцы, не были установлены. Серия убийств и дальнейшие события в последующие годы нашли отражение в массовой культуре США и оказали на неё существенное влияние.

## Убийства
В период с 1975 года по 1977 год в водах реки Гудзон были обнаружены расчленённые человеческие останки, упакованные в мешки для мусора. В ходе расследования убийств полицией было установлено, что останки принадлежат шести мужчинам. По остаткам одежды на останках жертв полиция установила, что одежда была куплена в магазинах, расположенных в квартале Гринвич-Виллидж на западе Нижнего Манхэттена, который пользовался большой популярностью в Нью-Йорке среди гомосексуалистов и иных представителей секс-меньшинств из-за наличия в квартале множества гей-баров и других подобных им заведений, благодаря чему полиция предположила, что все погибшие также являлись гомосексуалистами. В ходе расследования серии убийств одним из подозреваемых в совершении преступлений стал житель Гринвич-Виллиджа по имени Пол Бейтсон, который в сентябре 1977 года убил известного на тот момент кинокритика Эддисона Веррила. Во время последующего судебного процесса прокуратура предоставила суду свидетеля по имени Ричард Райан, который заявил, что Бейтсон незадолго до убийства Веррилла признался в убийстве 29-летнего Рональда Кэбо, 40-летнего Дональда МакНивена и 53-летнего Джона Бердсли, которые были зарезаны на территории Нижнего Манхэттена, в своих квартирах, после посещения гей-баров в начале 1973 года. Кроме этого, Райан заявил, что Бейтсон признался ему также в том, что начиная с 1975 года и вплоть до своего ареста аналогичным способом убил ещё 6 гомосексуалистов, останки которых он расчленил и сбросил в реку Гудзон. Тем не менее во время расследования доказательств причастности Пола к этим убийствам найдено не было и он был осужден только по обвинению в совершении  убийства Эддисона Веррилла. Сам Бейтсон во время судебного процесса свою причастность к «мешочным убийствам» не признал.

## Отражение в массовой культуре
В 1979 году, во время суда, Пола Бейтсона посетил в окружной тюрьме режиссер Уильям Фридкин, который в результате разговора с Полом решил использовать сюжет романа Джеральда Уокера «Разыскивающий», вышедшего в 1970 году, с событиями, связанными с «мешочными убийствами» гомосексуалов в качестве сюжета своего нового фильма, который вышел на экраны в 1980 году под названием «Разыскивающий», главную роль в котором исполнил Аль Пачино. 
Фридкин утверждал, что во время интервью Бейтсон частично признал свое причастие к мешочным убийствам. Согласно его свидетельствам, Бейтсон признался в том, что помимо Эдисона Веррилла совершил как минимум еще одно убийство гомосексуала, труп которого он расчленил, а останки выбросил в мусорных мешках в воды реки Ист-Ривер.
Артур Белл, журналист и известный активист за соблюдение равных прав в отношении гомосексуалов после серии убийств в Гринвич-Виллидж написал ряд статей, которые были опубликованы в еженедельнике «The Village Voice». В одной из статей Белл привел данные о том, что гомосексуалы вследствие их социальной стигматизации в обществе подвержены большой виктимности. Согласно его исследованиям, начиная с начала 1970-х только в квартале Гринвич-Виллидж каждый год совершалось множество убийств гомосексуалов, но каждый год официально фиксировалось в среднем только четыре убийства в год из-за нетерпимости и неуважения общества к представителям ЛГБТ-сообщества и из-за нежелания их представителей сотрудничать со следствием. Статьи Белла  вызвали в Нью-Йорке общественный резонанс, что привлекло внимание различных правозащитных организаций и обозначило новый виток борьбы за права ЛГБТ.
Съёмочный процесс фильма «Разыскивающий» сопровождался пикетами и другими акциями массового протеста среди представителей гомосексуальной субкультуры Нью-Йорка, обвинявших Фридкина в гомофобии.  Артур Белл также заявил о том, что появление фильмов, в которых ЛГБТ-персонажи занимают центральное место, способствуют проявлению агрессии, нетерпимости и политическим репрессиям в отношении представителей ЛГБТ-движения в США. Опасаясь новой серии убийств, летом 1979 года жители квартала Гринвич-Виллидж обратились к мэру Нью-Йорка Эду Кочу с просьбой отказать съемочной группе фильма в разрешении съемок на улицах квартала, чтобы снизить напряженность в гей-сообществе, однако он ответил отказом, вследствие чего протестующие заблокировали несколько улиц, а в местах, где снимались сцены фильма начались столкновения полиции и протестующих, в ходе которых были жертвы..
В 2019 году серия убийств получила вторую волну известности, после выхода второго сезона телесериала «Охотник за разумом», сюжет одной из серий которого был основан на «мешочных убийствах» и возможной причастности к этому Пола Бейтсона. После выхода телесериала серия убийств стала темой исследований для ряда авторов.